# Kalbhavi, Yelbarga
Kalbhavi là một làng thuộc tehsil Yelbarga, huyện Koppal, bang Karnataka, Ấn Độ.